# Foundational Questions Institute
El Foundational Questions Institute (Instituto de Preguntas Fundacionales), llamado FQXi, es una organización que ofrece subvenciones para "catalizar, apoyar y difundir la investigación sobre cuestiones fundamentales de la física y la cosmología".
Fue fundado en 2005 por los cosmólogos Max Tegmark y Anthony Aguirre, quienes ocupan los cargos de Directores científicos.
Ha organizado cuatro concursos de subvenciones en todo el mundo (en 2006, 2008, 2010 y 2013), el primero de los cuales proporcionó US $ 2 millones a 30 proyectos. También organiza concursos anuales de ensayos abiertos al público en general con $ 40,000 en premios otorgados por un jurado y a los mejores textos publicados en formato de libro.
FQXi es una organización independiente sin fines de lucro financiada con fondos filantrópicos, dirigida por científicos para científicos, con un Consejo asesor científico que incluye a John Barrow, Nick Bostrom, Gregory Chaitin, David Chalmers, Alan Guth, Martin Rees, Eva Silverstein, Lee Smolin y Frank. Wilczek.
La financiación inicial de $ 6.2 millones fue donada por la Fundación John Templeton, cuyo objetivo es reconciliar ciencia y religión. Tegmark ha declarado que el dinero llegó "sin condiciones"; El Boston Globe dijo que FQXi está dirigido por "dos investigadores muy respetados que dicen que no son religiosos. El consejo asesor científico del instituto también está lleno de los mejores científicos".
Los críticos de la Fundación John Templeton, como Sean Carroll, también han declarado que están satisfechos de que FQXi sea independiente.

## Miembros notables
Los miembros de FQXi incluyen
| - Scott Aaronson - Anthony Aguirre - Yakir Aharonov - John Carlos Baez - Julian Barbour - John D. Barrow - Raphael Bousso - Sean Carroll - David Chalmers - Paul Davies - David Deutsch | - George F. R. Ellis - Nicolas Gisin - Brian Greene - Sabine Hossenfelder - Robert Lawrence Kuhn - Seth Lloyd - George Musser - Roger Penrose - Lisa Randall - Martin Rees - Carlo Rovelli | - Lee Smolin - Leonard Susskind - Gerard 't Hooft - Max Tegmark - Vlatko Vedral - Steven Weinberg - Frank Wilczek - Stephen Wolfram - Anton Zeilinger - Wojciech Zurek |